# 메리엄흙파는쥐속
메리엄흙파는쥐속 또는 메리엄주머니고퍼속(Cratogeomys)는 흙파는쥐과에 속하는 설치류 속이다. 이전에는 블러흙파는쥐속(Pappogeomys)의 아속으로 간주했다. 모든 종이 멕시코와 미국 남서부에 분포하며, 일부 종은 두 나라에서 발견된다.

## 하위 종
- 노랑얼굴흙파는쥐 또는 노랑얼굴주머니고퍼 (Cratogeomys castanops)
- 오리엔탈분지흙파는쥐 또는 오리엔탈분지주머니고퍼 (Cratogeomys fulvescens)
- 검은흙파는쥐 또는 검은주머니고퍼 (Cratogeomys fumosus)
- 골드망흙파는쥐 또는 골드망주머니고퍼 (Cratogeomys goldmani)
- 라노흙파는쥐 또는 라노주머니고퍼 (Cratogeomys gymnurus) - 동부흙파는쥐속으로 분류하기도 함.
- 메리엄흙파는쥐 또는 메리엄주머니고퍼 (Cratogeomys merriami)
- 코프레데페로테흙파는쥐 (Cratogeomys perotensis)
- 네바다데톨루카화산흙파는쥐 (Cratogeomys planiceps)